# Habberley (Shropshire)
Pour les articles homonymes, voir Habberley.
Habberley est un village anglais de la paroisse civile de Pontesbury, au Shropshire. Il se trouve près des Stiperstones (en) au sud-ouest de la ville de Shrewsbury.
Habberley est une paroisse civile de 325 acres (environ 132 ha) jusqu'à son incorporation au sein de la paroisse civile de Pontesbury en 1967.
Le village compte 151 habitants en 1824, mais seulement 66 en 1961. Toutefois, la conversion d'anciens bâtiments agricoles en logements fait augmenter la population à 100 habitants environ en 2012.
Habberley possède une église anglicane (Sainte-Marie), un pub (The Mytton Arms) et une salle polyvalente.
La romancière Mary Webb décrit le village sous le nom de « Bitterley » dans son œuvre The Golden Arrow parue en 1916.